# Saint-Julien-Chapteuil
Saint-Julien-Chapteuil är en kommun i departementet Haute-Loire i regionen Auvergne-Rhône-Alpes i centrala Frankrike. Kommunen ligger i kantonen Saint-Julien-Chapteuil som tillhör arrondissementet Le Puy-en-Velay. År 2022 hade Saint-Julien-Chapteuil 2 021 invånare.

## Befolkningsutveckling
Antalet invånare i kommunen Saint-Julien-Chapteuil
| Referens: INSEE |